# Rebecka
För andra betydelser, se Rebecka (olika betydelser).

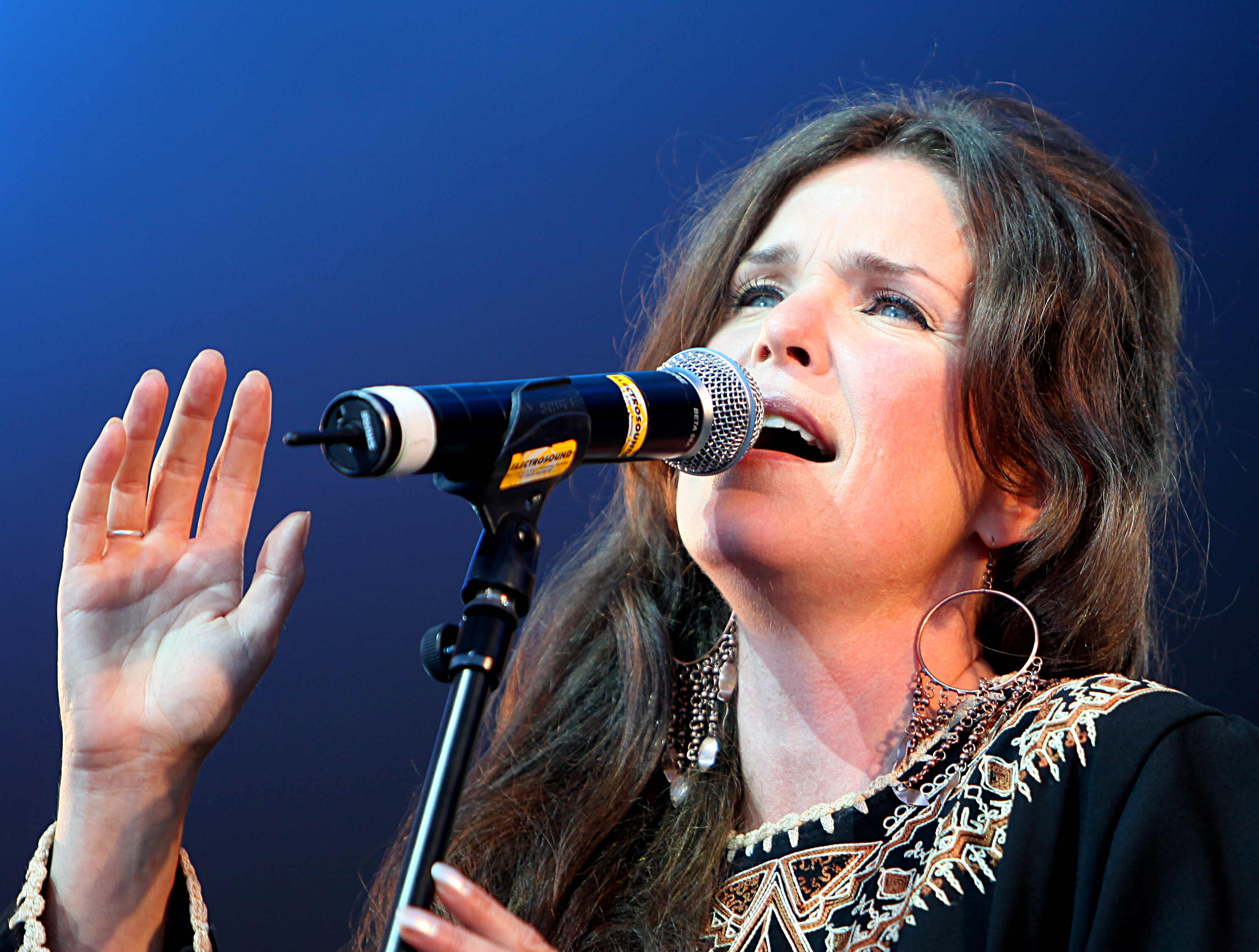
Rebecka Törnqvist, 2009.

Kvinnonamnet Rebecka, Rebecca är ett hebreiskt namn med oklar betydelse. Det har föreslagits att namnet skulle betyda bunden, att knyta, fängslande samt kviga. I Gamla testamentet var Rebecka Isaks hustru.
I Sverige har namnet använts som dopnamn sedan 1500-talet, till en början vanligtvis med stavningen Rebecca, en stavning som på senare år på nytt blivit vanlig.
Rebecka är ett av 1990-talets stora modenamn och låg som högst på 5:e plats i topplistorna. Därefter har användandet avtagit och namnet återfinns numera omkring 40:e- 50:e plats. För 30 år sedan fanns bara ett par tusen personer med namnet. Den 31 december 2009 fanns totalt 28 694 personer folkbokförda i Sverige med namnet Rebecka/Rebecca, varav 17 988 med det som tilltalsnamn/förstanamn. År 2003 fick 511 flickor detta namn, varav 312 fick det som tilltalsnamn/förstanamn.
Namnsdag: I Sverige 17 maj (1993–2000: 19 december). I den finlandssvenska namnsdagslängden har Rebecka namnsdag 17 maj sedan 2000.

## Personer med namnet Rebecka/Rebecca/Rebekka
- Rebecka, biblisk figur
- Rebekka Bakken, norsk jazzmusiker
- Rebecca Black, amerikansk sångerska
- Rebecka Cardoso, svensk skådespelerska, dramatiker
- Rebecca De Mornay, amerikansk skådespelare
- Rebecca Gayheart, amerikansk skådespelare
- Rebecka Hemse, svensk skådespelare
- Rebecca Högberg, svensk friidrottare
- Rebekka Karijord, norsk skådespelerska och musiker
- Rebecka Kärde, svensk kritiker och översättare
- Rebecka Le Moine, svensk biolog och politiker (miljöpartist)
- Rebecca Liljeberg, svensk läkare och skådespelare
- Rebecca Parkes, ungersk vattenpolospelare
- Rebecca Pawlo, svensk skådespelare
- Rebecca Romijn, amerikansk skådespelare och fotomodell
- Rebecca Scheja, svensk musiker och skådespelare
- Rebecka Törnqvist, svensk musiker
- Rebecca West, brittisk författare
- Rebecca Zadig, svensk sångerska
- Rebecka Åhlund, svensk journalist och författare

## Fiktiva figurer med namnet Rebecka/Rebecca
- Rebecka Björkstig, litterär figur
- Rebecka Bovalius, Skilda världar
- Rebecka Cunningham, Luftens hjältar
- Rebecka Molin, Bert-serien
- Rebecca av York, Ivanhoe
- Rebecca, huvudperson i den italienska tecknade serien Rebecca (tecknad av Anna Brandoli)